# Фауна Новой Гвинеи

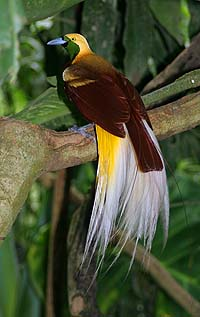
Малая райская птица

Фа́уна Новой Гвинеи включает большое количество видов млекопитающих, рептилий,птиц, рыб, беспозвоночных и амфибий. Будучи самым большим в мире тропическим островом, Новая Гвинея занимает менее 0,5 % поверхности суши, но поддерживает высокий процент глобального биоразнообразия. Приблизительно 4642 вида позвоночных населяют остров Новая Гвинея и прилегающие к нему воды, что составляет около 8 % признанных видов мировых позвоночных. Этот показатель колеблется от предполагаемых 4 % ящериц и млекопитающих в мире, около 10 % мировых видов рыб. Бабочки являются самой известной беспозвоночной группой и представлены в Новой Гвинее в количестве около 735 видов, что составляет примерно 4,2 % от общего мирового объёма в 17 500 видов.

## Происхождение
Новая Гвинея является большим островом, расположенным к северу от Австралии, и на юго-востоке Азии. Она является частью Австралийской плиты, известной как Sahul, и с самого начала входила в состав суперконтинента Гондвана. Происхождение большинства фауны Новой Гвинеи тесно связано с Австралией. Гондвана начала распадаться 140 млн лет назад, и плита Sahul отделилась от Антарктиды 50 млн лет назад и начала дрейфовать от южного полюса к экватору, так Новая Гвинея переехала в тропики.
На протяжении геологической истории Новой Гвинеи произошло много наземных связей с Австралией. Они произошли во время различных ледниковых периодов. Четыре наземные связи произошли во время плейстоцена; последняя из которых была разорвана 10000 лет назад. В это время ряд видов животных и растений, существовавших на обоих массивах суши, таким образом мигрировал от Австралии до Новой Гвинеи и наоборот. Позже многие виды животных оказались изолированы, и в дальнейшем развивались в своей среде, видоизменяясь.
Тем не менее, смешивание видов Австралии и Новой Гвинеи произошло среди относительно небольшого числа групп фауны; некоторые виды Новой Гвинеи имеют азиатское происхождение. Когда Новая Гвинея дрейфовала к северу, она столкнулась с Тихоокеанской плитой, а также рядом океанических островов. Хотя сухопутная связь с Азией и не была сформирована, близость между массивами суши через многие небольшие острова Индонезийского архипелага позволила некоторым азиатским видам мигрировать в Новую Гвинею. Это привело к уникальной смеси австралийских и азиатских видов, больше нигде в мире такого не встречается. Большой процент видов Новой Гвинеи является эндемичными для острова.

## История изучения
Влиятельный банкир и натуралист Уолтер Ротшильд и эволюционный биолог Эрнст Майр прибыли в Новую Гвинею в 1928 году, чтобы собрать коллекцию для Американского музея естественной истории.
Майр собрал несколько тысяч шкур птиц, он нашёл 26 новых видов птиц и 38 новых видов орхидей и дал им название. Он определил, что райские птицы Новой Гвинеи были, на самом деле, гибридным видом. Во время своего пребывания в Новой Гвинее он был приглашён сопровождать экспедицию на Соломоновы Острова. Опыт Майра в изучении фауны Новой Гвинеи помог ему в изучении эволюции.

## Млекопитающие

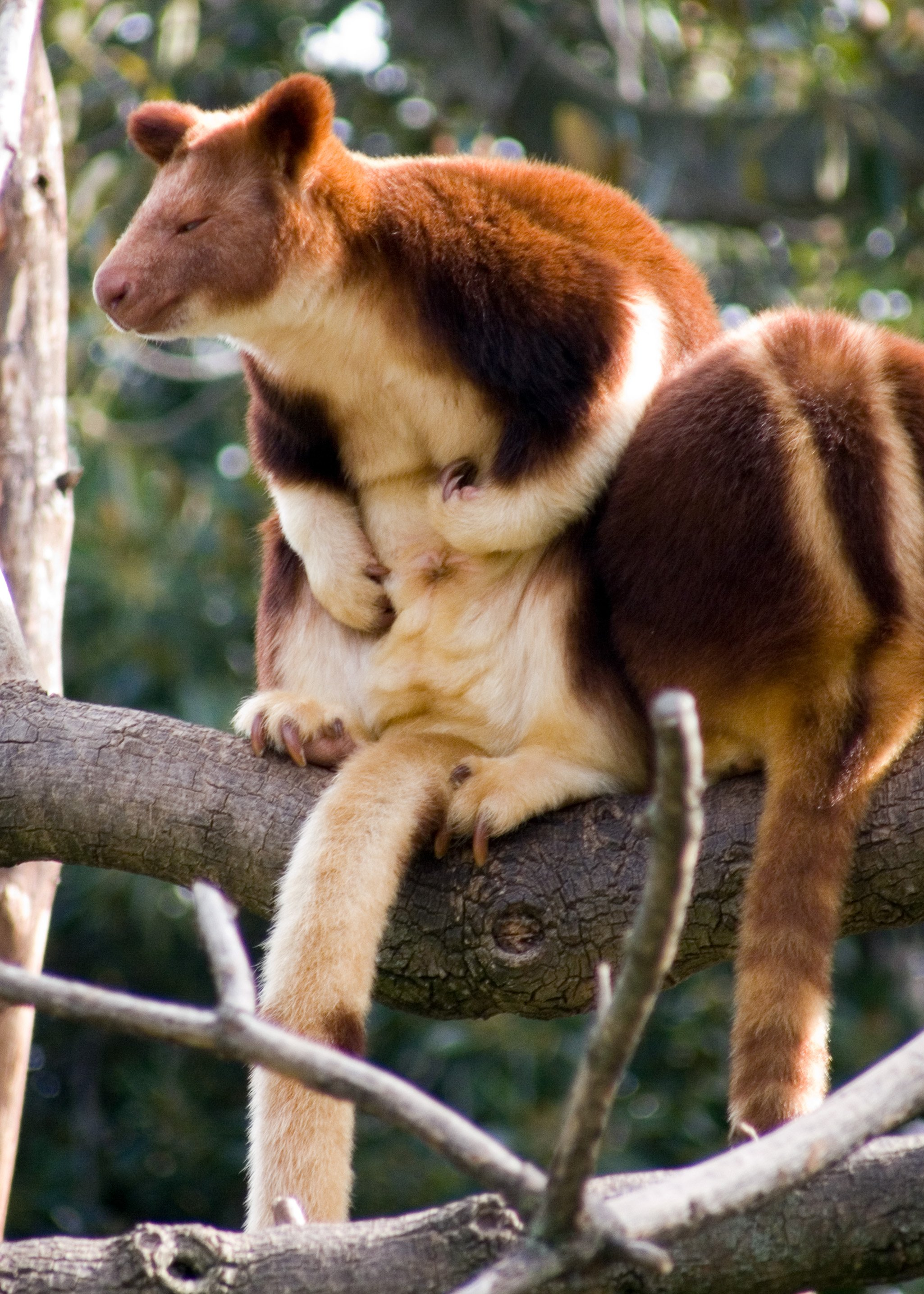
Кенгуру Гудфеллоу

Фауна млекопитающих в Новой Гвинеи состоит из всех существующих подклассов млекопитающих: однопроходных, плацентарных и сумчатых. Новая Гвинея содержит наибольшее количество однопроходных видов в мире, с только одним отсутствующим видом — утконосом. Фауна сумчатых Новой Гвинеи разнообразна, состоит из трех отрядов: Хищные сумчатые (Dasyuromorphia), Бандикуты (Peramelemorphia) и Двурезцовые сумчатые (Diprotodontia).
Плацентарные млекопитающие представлены исключительно видами грызунов и летучих мышей. Есть примерно столько же плацентарных видов, как сумчатых и однопроходных.

### Однопроходные и сумчатые
Однопроходные в Новой Гвинеи ограничены семейством ехидновых. Есть четыре вида из двух родов: австралийская ехидна (Tachyglossus aculeatus), проехидна Бартона (Zaglossus bartoni), проехидна Брюйна (Zaglossus bruijni) и проехидна Аттенборо (Zaglossus attenboroughi). Вообще, род Zaglossus является уникальным только для Новой Гвинеи, хотя окаменелости были найдены и в Австралии.
Местная фауна млекопитающих Новой Гвинеи имеет небольшое количество видов крупных хищников. Хищные сумчатые (Dasyuromorphia) Новой Гвинеи малочисленны по сравнению с австралийскими видами, и большинство из видов Новой Гвинеи является насекомоядными. Крупнейшим из них являются Бронзовая сумчатая куница (Dasyurus spartacus), Пятнистая сумчатая куница (Dasyurus), впервые этот вид был обнаружен в южной части Новой Гвинеи в 1979 году. Длина тела 25—75 см. Были найдены окаменелости крупного сумчатого, Сумчатого волка (Thylacinus cynocephalus), однако доказательств существования представителей плотоядной мегафауны, таких как Сумчатый лев (Thylacoleo), не было найдено.
Кенгуру Новой Гвинеи очень разнообразны. Они тесно связаны с австралийскими кенгуру, такими, как Прыткий валлаби (Notamacropus agilis), они населяют открытые луга Новой Гвинеи. Встречаются и древесные кенгуру, которые в основном отличаются по внешнему виду и поведению. У них длинные, толстые хвосты, которые позволяют им балансировать на ветвях деревьев, и большие, сильные предплечья для захвата. Два вида древесных кенгуру также найдены в Австралии, предположительно они переселились из Новой Гвинеи в плейстоцене.
Кускус (Phalangeridae) представляет собой семейство сумчатых, тесно связанных с опоссумами Австралии. Кускусы развивались в Новой Гвинее и встречаются по всему острову. Большинство видов имеет темно-коричневый или чёрный окрас, однако выделяется вид Пятнистый кускус (Spilocuscus maculatus) .
Многие растительноядные виды опоссума являются родными для Новой Гвинеи. К ним относятся семьи: Перьехвостые кускусы (Acrobatidae), Карликовые поссумы (Burramyidae), Сумчатые летяги (Petauridae) и Кольцехвостые кускусы (Pseudocheiridae). Сахарная сумчатая летяга (Petaurus breviceps) является одним из всего лишь двух видов опоссумов Новой Гвинеи, которые способны «скользить» по воздуху. Три подвида находятся в Новой Гвинее и населяют весь остров.

### Плацентарные млекопитающие
Грызуны исключительно из семейства Мышиных (Muridae); в этом семействе 29 родов являются родными для Новой Гвинеи. Считается, что они мигрировали в Новую Гвинею в течение двух разных периодов. Первая группа мигрировала в Новую Гвинею в позднем миоцене или в раннем плиоцене. Вторая группа мигрировала позже.
Большинство видов Новой Гвинеи образует монофилетическую группу с некоторыми видами Молуккских островов, которые наиболее тесно связаны с австралийской группой, и группы Сулавеси.
Летучие мыши в Новой Гвинеи представляют собой весьма разнородную группу, включающую 6 семейств и 29 родов. Семейства: Крылановые (Pteropodidae), Футлярохвостые (Emballonuridae), Подковогубые (Hipposideridae), Подковоносые (Rhinolophidae), Гладконосые (Vespertilionidae) и Бульдоговые (Molossidae).
Колонизация Новой Гвинеи людьми (Homo sapiens) произошла 40 000 лет назад. При первой колонизации многие млекопитающие были ввезены как случайно, так и с целью разведения. Кабан (Sus scrofa) был ввезён в Новую Гвинею 12 000-6 000 лет назад. Кабан водится в изобилии по всему острову и больше распространён в районах, где выращивается батат — основной источник пищи людей. Кабан нарушает лесную подстилку при поиске пищи. Это влияет на жизнь местной флоры и фауны.
Домашние собаки (Canis familiaris) были ввезены в Новую Гвинею около 2 000 лет назад. Существует также эндемичная дикая собака — новогвинейская поющая собака, тесно связанная с австралийской динго. Она появилась на острове Новая Гвинея 6000 лет назад. Её название происходит из-за необычной манеры выть. На острове эти собаки живут в отдалённых горах и являются крупнейшим наземным хищником острова.
Многие мышиные (Muridae) виды были ввезены в Новую Гвинею. К ним относятся: малые крысы (Rattus exulans), гималайские крысы (Rattus nitidus), чёрные крысы (Rattus rattus), серебристобрюхие крысы (Rattus argentiventer), серые крысы (Rattus norvegicus) и домовые мыши (Mus musculus). Большинство из них обитает лишь в населённых пунктах. Гималайские крысы (Rattus nitidus) и cеребристобрюхие крысы (Rattus argentiventer) имеют очень ограниченный ареал на острове. Домовая мышь является самым распространённым из ввезённых мышиных видов и обитает в населённых пунктах и лугах.
Три вида оленей были завезены в Новую Гвинею. Гривистый замбар (Rusa timorensis) наиболее распространённый и хорошо изученный. Ареал — весь север и юг Новой Гвинеи. Обычно человек охотится на них ради мяса. Остальные два вида, аксис (Axis axis) и лань (Dama dama), встречаются значительно реже, и лань на грани исчезновения.
Кошки (Felis catus) в основном обитают вокруг населённых пунктов, редко встречается в лесистых районах Новой Гвинеи. В районах, где они обитают, родные популяции животных резко сократились.

## Птицы

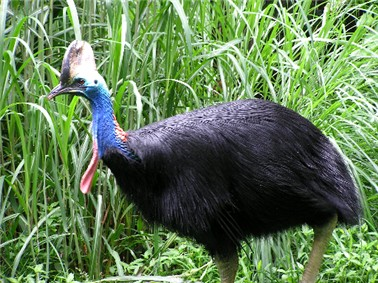
Казуар (Casuarius casuarius).

Орнитофауна Новой Гвинеи включает более 79 семейств и около 730 видов, в том числе: гнездящиеся (наземные и околоводные), морские птицы (в прибрежных водах), пролётные и зимующие и залётные, в основном из Австралии и Новой Зеландии. Около 320 видов птиц - эндемики.
Крупнейшими птицами в Новой Гвинее являются нелетающие казуары, все три вида которых являются родными для Новой Гвинеи. Два из этих видов: шлемоносные казуары (Casuarius casuarius) и оранжевошейные казуары (Casuarius unappendiculatus) достигают высоты 1,8 м. Шлемоносные казуары родом из северной Австралии. Казуар является одной из самых опасных птиц, он способен нанести смертельные ранения своими мощными ногами и когтями, расположенными на его ногах. Известны случаи убийства человека казуаром.
Широко представлены голуби и попугаи, так как остров изобилует фруктами и нектаром. Попугаи в Новой Гвинее насчитывают 46 видов. Голуби в Новой Гвинеи представлены 45 видами, в том числе тремя видами венценосных голубей.

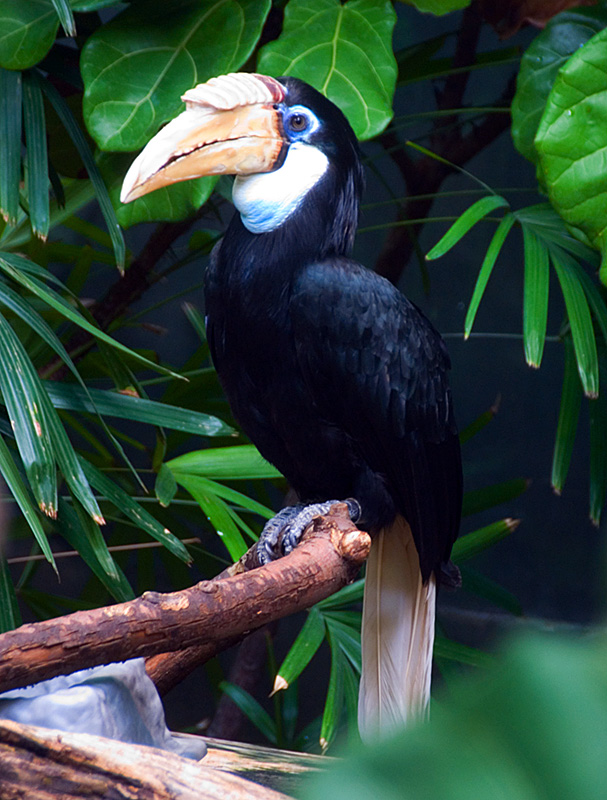
Папуанский калао (Rhyticeros plicatus), единственный вид птиц-носорогов родом из Новой Гвинеи.

Наибольшее представленный отряд - воробьеобразные, здесь обитают представители более 33 семейств. Воробьинообразные в Новой Гвинеи в основном небольшие, ярко окрашенные лесные птицы. Самым известным семейством в Новой Гвинее являются райские птицы. Многие виды имеют ярко выраженный половой диморфизм. Самцы могут быть украшены яркими, радужными цветами, иметь декоративные перья в форме пучков и усов. В ритуалах спаривания они выполняют сложные движения для привлечения самок. 
Семейство воробьиных Птицы-шалашники (Ptilonorhynchidae) близкородственно райским птицам. Обитают в Новой Гвинее и Австралии. У них нет яркой окраски и красивых перьев, как у райских птиц, но в начале периода размножения самцы сооружают на земле своеобразные шалаши из веток. Самец строит и украшает сложный шалаш для привлечения самок.
Феномен орнитофауны Новой Гвинеи - ядовитые птицы, в частности, двуцветная дроздовая мухоловка, имеющая необычный капюшон. Учёные обнаружили в 1989 году, что перья и другие органы двуцветной дроздовой мухоловки содержат батрахотоксин. Позже у некоторых певчих птиц был найден такой же токсин.
Основным хищником Новой Гвинеи является новогвинейская гарпия (Harpyopsis novaeguineae). Место обитания — дождевые тропические леса Новой Гвинеи.
Популяции некоторых видов страдают из-за добычи ради мяса, перьев или для торговли, основная угроза большинству видов - сокращение местообитаний из-за вырубки лесов для нужд сельского хозяйства.

## Амфибии

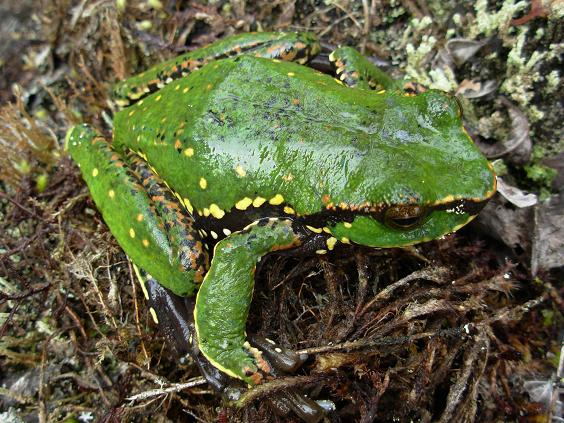
Широкомордая литория — распространённый вид в горной местности Новой Гвинеи.

В Новой Гвинее более 320 описанных видов амфибий отряда Бесхвостые (Anura), — лягушки и жабы — и многие виды ещё не описаны. Четыре семейства: Австралийские жабы (Myobatrachidae), Квакши (Hylidae), Настоящие лягушки (Ranidae) и Узкороты (Microhylidae) — являются местными. Пятое семейство — Веслоногие лягушки (Rhacophoridae) — хорошо представлены в Азии и были обнаружены в Новой Гвинее в 1926 году. Считается, что они были ввезены людьми и вскоре вымерли на острове. Другое семейство, Жабы (Bufonidae), представлены только двумя видами: Ага (Bufo marinus) и Чернорубцовая жаба (Duttaphrynus melanostictus). Аги были ввезены из Австралии в 1937 году для регулирования бражников, чьи личинки питались культурами батата; с тех пор они стали обычным явлением в нелесных районах. Чернорубцовая жаба была случайно ввезена в район на северо-западе Новой Гвинеи и быстро распространяется по всему острову.

## Рептилии
Фауна рептилий в Новой Гвинеи представлена тремя из четырёх отрядов пресмыкающихся. Чешуйчатые, также известные как змеи и ящерицы, представляют самую большую группу, приблизительно 300 видов. Остальные две группы — Черепахи (Testudines) и Крокодилы (Crocodilia) — менее разнообразны. Черепахи представлены тринадцатью видами, а крокодилы двумя.
Ящерицы в Новой Гвинеи представлены двумя сотнями видов. Большинство относятся к Сцинковым (Scincidae), остальные к Гекконообразным (Gekkota) и Агамовым (Agamidae). Змей описано примерно 100 видов.
Виды черепах Новой Гвинеи почти поровну представлены пресноводными (7 видов) и морскими (6 видов).
Гребнистый крокодил (Crocodylus porosus) является крупнейшей рептилией Новой Гвинеи. Этот вид широко распространён от восточной Индии до северной Австралии. Он водится в большинстве рек Новой Гвинеи. Новогвинейский крокодил (Crocodylus novaeguineae) является эндемическим видом, обитающим на острове.

### Морские рыбы
Новая Гвинея находится в Коралловом треугольнике, одном из богатейших морских регионов мира. В дополнение к более чем шестистам видам кораллов (около 76 % от общего количества в мире) есть более 2 200 видов рифовых рыб (около 37 % от общего количества в мире).

### Пресноводные рыбы
На острове известно около 375 видов пресноводных рыб. Из них 217 строго пресноводные и 149 являются эндемиками Новой Гвинеи. 33 вида пресноводных рыб из Новой Гвинеи встречаются также в Северной Австралии.